# 林喬楠
林乔楠（1542年—？，字材達，號硕斋，福建泉州府晉江縣人，民籍，明朝政治人物。

## 生平
隆庆四年（1570年）庚午科福建鄉試第七十五名舉人，万历二年（1574年）甲戌科會試一百四十五名，二甲进士，累官户部郎中。萬曆十一年（1583年）出為廣西梧州府知府，升廣西按察副使、貴州參政、雲南按察使。

## 家族
曾祖林德峻。祖父林河。父林伯成，所吏目。目葉氏，继母傅氏。严侍下。弟喬棟、喬松。